# Bento de Góis
Bento de Góis, o Bento de Goes o Bento de Goës (en el pasado, también transcrito como Benedicto Gómez, Benedito Gomes o Benedict Goës) (Vila Franca do Campo, Azores, 1562-Suzhou, Gansu, China, 11 de abril de 1607), fue un jesuita portugués, misionero y explorador, recordado principalmente por haber sido el primer europeo del que se sabe que viajó por tierra desde la India a China, vía Afganistán y los Pamires. Inspirado por las controversias entre los jesuitas en cuanto a si la Catai de las historias de Marco Polo era el mismo país que China, su expedición probó concluyentemente que ambos países eran una misma cosa, y, según el orientalista escocés Henry Yule (1820-1889), hizo que «Catai... finalmente desapareciera de vista, dejando sólo China en las bocas y las mentes de los hombres».

## Biografía

### Primeros años
Góis fue a la India como soldado en el ejército portugués. En Goa entró en la Compañía de Jesús como un hermano lego (en 1584), ofreciéndose a sí mismo a trabajar para la Misión de los mogoles. Como tal, en 1595, acompañó a Jerome Xavier y Manuel Pinheiro a Lahore. Por tercera vez el emperador mogol Akbar (r. 1556-1605) había requerido que fuesen enviados a su corte jesuitas. Góis volvió a Goa en 1601. De acuerdo con Matteo Ricci, estas experiencias le habrían permitido adquirir fluidez en la lengua persa y un buen conocimiento de las costumbres «sarracenas» (es decir, musulmanas).

### El enigma de Catai

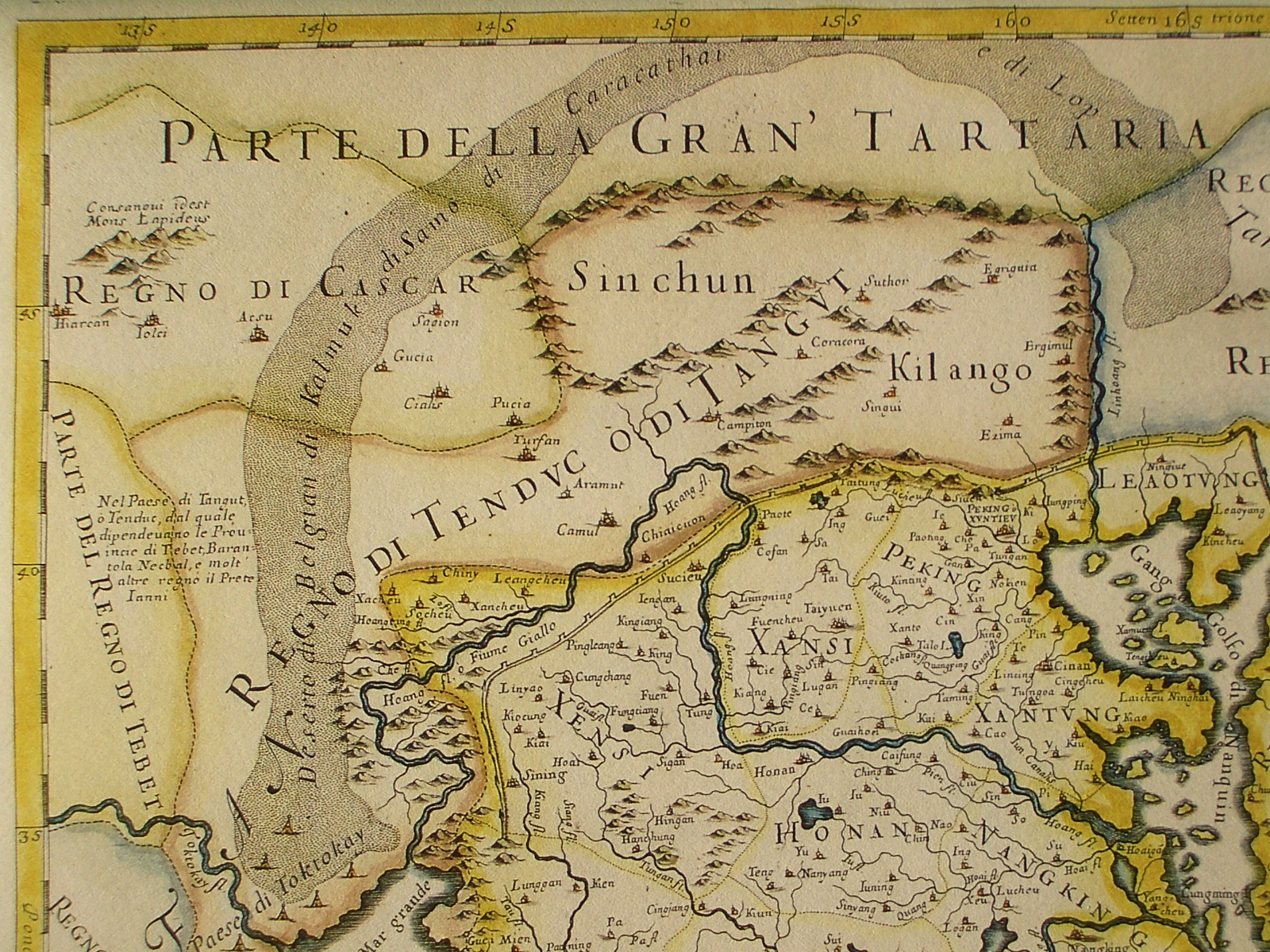
La cadena de ciudades —desde Yarkanda a Cialis y a Sucieu— en el Regno di Cascar (reino de Kashgar). En este mapa del siglo XVII está exactamente la lista de los lugares que figuran en el relato de Ricci de la expedición de Góis. El mapa menciona los relatos de "Benedetto Goes", Martino Martini, Gio(vanni) Grueber y Tavernier entre sus fuentes.

Góis es recordado por su largo viaje de exploración a través del Asia Central, bajo el disfraz de un comerciante armenio, en busca del reino de Catai. Durante más de tres siglos habían estado circulando informes en Europa de la existencia de un reino cristiano en medio de las naciones musulmanas, generados por los relatos formulados por Marco Polo, y más tarde por las reclamaciones de Ruy González de Clavijo. Después de que los misioneros jesuitas, dirigidos por Matteo Ricci, hubieran pasado más de 15 años en el sur de China y de que finalmente hubiesen llegado a Beijing en 1598, comenzaron a sospechar firmemente que China era Catai, una creencia que fue reforzada por el hecho de que todos los viajeros sarracenos (es decir, los musulmanes del Asia Central) con los que Ricci y sus compañeros se reunieron en China, les dijeron que estaban en Catai.
El líder de los jesuitas en Goa había sido informado por carta desde las misiones jesuitas chinas de que China era Catai (pero que no había cristianos allí en ese momento). Al mismo tiempo, a los jesuitas estacionados en la corte mogola (en particular, el mismo Jerome Xavier) los comerciantes de visita les dijeron que se podía alcanzar Catai a través de Kashgar, y que había muchos cristianos en Catai, lo que convenció a Xavier de que Catai era, de hecho, el reino del Preste Juan, en lugar de la China de los Ming.
En retrospectiva, la idea que daban los informantes del Asia Central sobre que la China Ming pudiera ser un país muy cristiano puede ser explicada por numerosas similitudes entre los rituales eclesiásticos cristianos y budistas —desde tener estatuas y suntuosos trajes eclesiásticos hasta el canto gregoriano— lo que haría que ambas religiones les pareciesen externamente similares a esos comerciantes musulmanes.
Después de varias comunicaciones entre Xavier, los superiores de la orden en Goa (Nicolo Pimenta, el Padre Visitador, desempeñó aquí su cargo), y las autoridades en Europa, se decidió enviar una expedición por tierra desde la India hasta Catai, acerca de la que los visitantes de la ciudad mongola de Agra les había hablado a los jesuitas, para ver que país era realmente. Góis fue el elegido como la persona más adecuada para esta expedición, como hombre de coraje y buen juicio, bien familiarizado con la lengua de la región y sus costumbres. Akbar aprobó los planes y emitió cartas de salvoconducto para Góis para que fuesen utilizadas durante la parte del viaje dentro del Imperio mogol y también proporcionó en parte financiación para la expedición.

### Góis va a Catai
Bento Góis partió de Agra en dirección a Lahore a finales de 1602 o principios de 1603 (las fuentes difieren), y en febrero de 1603 dejó Lahore con la caravana de camellos anual con destino a la capital de Kashgar, Yarkanda. Su identidad ficticia era la de un comerciante armenio con un nombre un tanto improbable, Abdullah Isái. Iba acompañado por dos griegos, elegidos por Xavier: un sacerdote llamado Leo Grimano (que solo viajó con Bento hasta Kabul) y un comerciante llamado Demetrio, que también se separó de Bento en Kabul, pero que más tarde se reunió con él en Yarkanda. En lugar de los cuatro sirvientes que llevaba en Agra, en Lahore contrató a un verdadero armenio que residía en esa ciudad, llamado Isaac, que estuvo con Góis hasta el final.
Viajando vía Peshawar, la caravana llegó a Kabul, donde los miembros de la caravana pasaron varios meses. Mientras estaba en Kabul, Góis se reunió con Agahanem, hermana del gobernante de Kashgar, que también era la madre del en ese momento gobernante de Hotan. Regresaba a su tierra natal tras partir a una Hajj (peregrinación) a La Meca, y se había quedado sin dinero. El jesuita le prestó algunos fondos, que ella luego pagó con jade de gran calidad.
Góis supo, por otro viajero que conoció,  acerca de la existencia de «una ciudad llamada Capperstam, en la que los no mahometanos no pueden entrar» (según Henry Yule, una referencia a la región de Kafiristan), y probo un vino de Kafir, que encontró muy similar a los productos europeos.
Desde Kabul, Bento Góis e Isaac fueron al norte, cruzando la gran cordillera del Hindu Kush. Habiendo dejado el dominio de los mogoles, y entrado en el territorio bajo la autoridad (por lo menos nominal) del khan de Samarcanda, Fergana y Bujará, hicieron una parada en Taloqan (Talhan), hoy en el norte de Afganistán. El área estaba en crisis, con el pueblo calcio, «rubios... como los belgas» rebelados contra los gobernantes de Bujará. Después de pasar la tierra de los rebeldes calcios solo con pérdidas menores, la caravana de Bento continuó hacia el este, por las carreteras peligrosas a través de los Pamires. Ni Henry Yule en 1866, ni C. Wessels en 1924 fueron capaces de identificar la mayoría de los nombres de los lugares mencionados por Góis, pero mencionaron que era probablemente el único relato publicado de un europeo que cruzó esa región entre la expedición de Marco Polo y el siglo XIX. La caravana llegó a Yarkanda (Hiarchan) en noviembre de 1603.

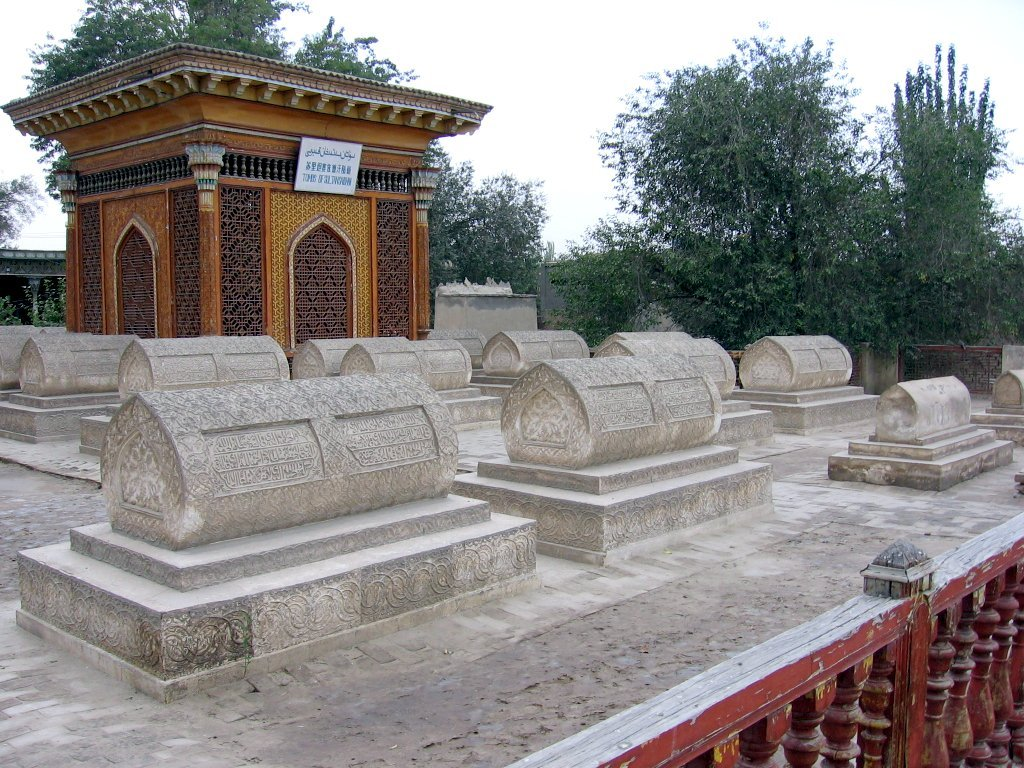
Tumbas reales en Yarkanda, que datan de los siglos y

Yarkanda había sido la capital de Kashgar (en la parte occidental de la cuenca del Tarim) desde los días de Abu Bakr Khan (ca. 1500). Bento e Isaac pasaron un año allí, esperando la formación y la salida de una caravana hacia Catai. Sabían que cada pocos años una caravana así dejaba Yarkand, compuesta principalmente por comerciantes locales, para llevar jade a la capital de Catai (es decir, Beijing) con el pretexto de que varios gobernantes del Asia Central pagaban "tributo" al emperador Ming. Según la costumbre, el emperador elegiría el mejor jade para él y recompensaría generosamente a los kashgarianos, a los que se les permitiría vender el resto del jade a los comerciantes de Beijing. Durante ese tiempo, Bento también hizo un viaje a Hotan, donde su anterior préstamo a la reina madre del principado fue recompensado generosamente con jade.
El jesuita impresionó al gobernante de Yarkanda, Muhammad Sultan (r. 1592-1609), un descendiente del Sultan Said Khan y un murid (discípulo) de Khoja Ishaq, con el regalo de un reloj mecánico, y obtuvo de él un documento para la entrada en el «reino de Cialis», más hacia el este, que estaba gobernado por el hijo de Muhammad.
La caravana cargada con el tributo de jade partió de Yarkanda en noviembre de 1604. Hicieron una parada en Aksu (hoy en Xinjiang), que todavía estaba dentro del reino de Kashgar, y que tenía a un sobrino de Muhammad Sultan de 12 años de edad, como gobernante nominal. El jesuita se hizo amigo del muchacho, con algunos dulces y con una representación de una danza europea, y de su madre, con una variedad de pequeños regalos.

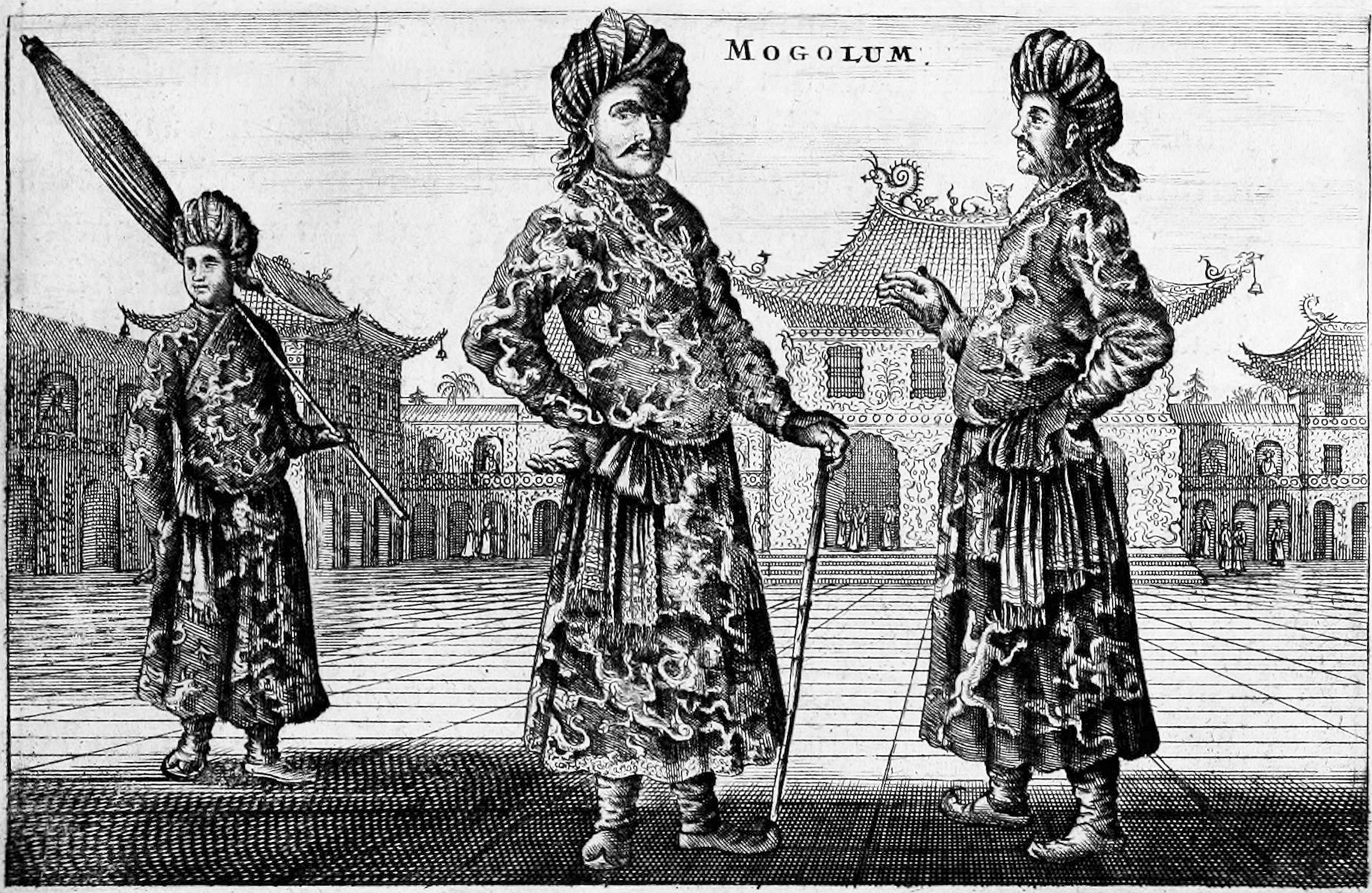
Una misión desde (aparentemente) Turpan en visita a Beijing en 1656, medio siglo después del viaje de Góis. Su caravana puede haber incluido personajes similares.

La caravana cruzó luego el «desierto de Caracathai» o la «Tierra Negra de los cathayanos» que, como aprendió Bento, era llamada así por los «cathayanos [que] había vivido allí durante mucho tiempo». La siguiente parada importante fue en la pequeña, pero fuertemente fortificada, ciudad de Cialis, donde los viajeros pasaron tres meses mientras el jefe de la caravana esperaba que se les unieran más comerciantes. Aunque se sigue de la geografía de la ruta (entre Kucha y Turpan) que Cialis habría de estar ubicada en algún lugar dentro de la hoy prefectura autónoma mongol de Bayingolin, su identidad ha sido objeto de especulación entre los historiadores posteriores. Algunos pensaron que la ciudad es conocida por nosotros como Korla (hoy, la capital de la prefectura), mientras que otros opinaron que era Karashar, a unos 50 km más al noreste.
En Cialis la caravana de Bento se reunió con otra caravana, que regresaba desde Beijing a Kashgar. Con mucha suerte, durante su estancia en Beijing —Cambalu, en un (italianizado) túrquico— los kashgarianos habían residido en el mismo centro de acogida de visitantes extranjeros en que Matteo Ricci, el primer jesuita que llegó a la capital china, había sido detenido por un tiempo. Los kashgarianos de regreso le dijeron a Bento Góis lo que sabían acerca de esa nueva noticia, algo poco habitual de los visitantes de China, e incluso le mostraron un pedazo de papel con algo escrito en portugués, al parecer, aparentemente escrito por uno de los jesuitas, que habían elegido como recuerdo para mostrar a sus amigos de vuelta a casa. Góis estaba muy contento, ahora bastante seguro de que la China jesuítica había sido identificada correctamente con la Catai de Marco Polo, y Cambalu con Pekín.

### Atascado en Suzhou
Vía Turpan y Hami, la caravana de Bento llegó a Jiayuguan, en la frontera con China, y pronto obtuvo el permiso para cruzar la Gran Muralla y proceder a Suzhou (actualmente, el centro de la ciudad de Jiuquan) —la primera ciudad en el Imperio Ming, en la que entró casi al final de 1605. Después de tres años y más de 4.000 millas de arduo viaje, Bento e Isaac no lo estaban haciendo tan mal: contaban con 13 caballos, cinco sirvientes y dos muchachos que Bento había redimido de la esclavitud. Llevaban un montón de jade con ellos, y, lo más importante, ambos viajeros estaban en buen estado de salud. Pero aquí su suerte se acabó. El Imperio Ming tenía reglas muy restrictivas para la entrada de extranjeros en el país, y les tomaría muchos meses antes de que a los comerciantes/embajadores del Asia Central se le permitiese continuar viaje en el interior del país. Mientras tanto, Bento e Isaac, virtualmente presos en la ciudad fronteriza, tuvieron que gastar parte de sus activos en alimentarse a sí mismos a los precios exorbitantes que prevalecían allí. De Góis escribió una carta a los jesuitas en Pekín para pedirles que encontraran una manera de sacarlo de Suzhou, pero no fue enviada, ya que no sabía la dirección de sus colegas en Pekín, y aparentemente ni siquiera encontró a alguien a quien pedir que la carta fuese dirigida en chino. Por su parte, los jesuitas de Pekín (informados de la expedición de Góis por sus superiores de Goa) estaban haciendo preguntas sobre él a la gente que venía desde el oeste, pero no pudieron saber nada, ya que no conocían su nombre armenio" o tal vez sólo preguntaron a las personas equivocadas.
La segunda carta que Bento envió alrededor de la Pascua de 1606, llegó a Pekín a mediados de noviembre. A pesar del clima invernal, Ricci rápidamente envió un jesuita lego chino, llamado Giovanni Fernandes a su rescate.
A pesar de las inclemencias del tiempo y del robo de muchos de sus suministros por su sirviente en Xi'an, Fernandes llegó a Suzhou a finales de marzo de 1607 y se encontró a un Bento enfermo, casi al borde de la muerte. (Ricci dice que pudo haber sido envenenado.) El intrépido viajero murió 11 días después de la llegada de Fernandes, y los demás miembros de su caravana, siguiendo la diabólica costumbre, repartieron sus bienes entre sí.
A Giovanni e Isaac les llevó varios meses de esfuerzos legales recuperar parte de las propiedades y documentos de Bento de sus antiguos compañeros de caravana. Desafortunadamente, su diario de viaje —que se dice que había mantenido meticulosamente— había sido destruido por la gente sarracena de la caravana, supuestamente porque en él también figuraban anotaciones de las cantidades que algunos de ellos le adeudaban. Por lo tanto, los registros actuales de la expedición son muy superficiales, basados principalmente en varias cartas supervivientes (algunas enviadas de regreso a la India, y la última, a Ricci), y en la información obtenida por el propio Ricci de Isaac y Giovanni.
Isaac y Giovanni enterraron a Bento en la forma más cristiana que les fue posible dadas las circunstancias, y siguieron viaje a Pekín. Tras una estancia de un mes en la ciudad, en que fue largamente interrogado por Ricci, Isaac volvió a la India a través de Macao y el estrecho de Singapur, no sin más aventuras en el camino.